# ЭП
Электровоз ЭП (ГЭТ) — промышленный электровоз постоянного тока, строившийся в СССР в 1930-х годах. Локомотивы этой серии предназначались для грузовых перевозок на трамвайных линиях и на путях предприятий.

## История
Электровозы серии ЭП стали продолжением первой советской серии промышленных электровозов, строившихся в 1926 и 1927 годах заводом «Динамо» и Мытищинским вагоностроительным заводом. В 1930-х годах производство механической части с Мытищинского завода перенесли на Подольский крекинго-электровозостроительный завод, внесли ряд небольших изменений в экипажную часть электровоза и дали серии имя ЭП (ЭПУ — с шириной кузова 2300 мм и ЭПШ — 2900 мм).
В Санкт-Петербургском музее железнодорожного транспорта находится сохранившийся электровоз этой серии, работавший до 1986 года на подъездных путях Московского электролампового завода. Там он был обозначен номером 4.
Часто серию называют ГЭТ в честь Государственного электротехнического треста, в который входил завод «Динамо».
На данный момент (по состоянию на 2024 год) сохранились по крайней мере два действующих электровоза ЭПу в трамвайном предприятии Нижнего Новгорода и Самары. Эти электровозы переоборудованы в снегоочистители путём установки плуга для уборки снега. Электровозов оригинального исполнения в эксплуатации не сохранилось.